# Пуарье, Улисес
Ули́сес Пуарье́ (исп. и фр. Ulises Poirier; 2 февраля 1897 — 14 марта 1977) — чилийский футболист, защитник, участник чемпионата мира 1930 года.

## Биография
Выступал за клуб «Ла-Крус» из города Вальпараисо. Дебютировал в сборной на Чемпионате Южной Америки в 1919 году. Также участвовал в турнирах 1920, 1922 и 1926 годов.
На чемпионате мира 1930 в Уругвае провёл матч против сборной Мексики, в котором чилийцы одержали уверенную победу 3:0. На турнире был самым старшим и опытным футболистом в чилийской сборной.
| Матчи и голы Улисеса Пуарье за сборную Чили | Матчи и голы Улисеса Пуарье за сборную Чили | Матчи и голы Улисеса Пуарье за сборную Чили | Матчи и голы Улисеса Пуарье за сборную Чили | Матчи и голы Улисеса Пуарье за сборную Чили | Матчи и голы Улисеса Пуарье за сборную Чили | Матчи и голы Улисеса Пуарье за сборную Чили |
| ------------------------------------------- | ------------------------------------------- | ------------------------------------------- | ------------------------------------------- | ------------------------------------------- | ------------------------------------------- | ------------------------------------------- |
| №                                           | Дата                                        | Место проведения                            | Соперник                                    | Счёт                                        | Голы                                        | Турнир                                      |
| 1                                           | 11 мая 1919                                 | Рио-де-Жанейро, Бразилия                    | Бразилия                                    | 0:6                                         | -                                           | Чемпионат Южной Америки по футболу 1919     |
| 2                                           | 17 мая 1919                                 | Рио-де-Жанейро, Бразилия                    | Уругвай                                     | 0:2                                         | -                                           | Чемпионат Южной Америки по футболу 1919     |
| 3                                           | 22 мая 1919                                 | Рио-де-Жанейро, Бразилия                    | Аргентина                                   | 1:4                                         | -                                           | Чемпионат Южной Америки по футболу 1919     |
| 4                                           | 11 сентября 1920                            | Винья-дель-Мар, Чили                        | Бразилия                                    | 0:1                                         | -                                           | Чемпионат Южной Америки по футболу 1920     |
| 5                                           | 20 сентября 1920                            | Винья-дель-Мар, Чили                        | Аргентина                                   | 1:1                                         | -                                           | Чемпионат Южной Америки по футболу 1920     |
| 6                                           | 26 сентября 1920                            | Винья-дель-Мар, Чили                        | Уругвай                                     | 1:2                                         | -                                           | Чемпионат Южной Америки по футболу 1920     |
| 7                                           | 17 сентября 1922                            | Рио-де-Жанейро, Бразилия                    | Бразилия                                    | 1:1                                         | -                                           | Чемпионат Южной Америки по футболу 1922     |
| 8                                           | 23 сентября 1922                            | Рио-де-Жанейро, Бразилия                    | Уругвай                                     | 0:2                                         | -                                           | Чемпионат Южной Америки по футболу 1922     |
| 9                                           | 28 сентября 1922                            | Рио-де-Жанейро, Бразилия                    | Аргентина                                   | 0:4                                         | -                                           | Чемпионат Южной Америки по футболу 1922     |
| 10                                          | 5 октября 1922                              | Рио-де-Жанейро, Бразилия                    | Парагвай                                    | 0:3                                         | -                                           | Чемпионат Южной Америки по футболу 1922     |
| 11                                          | 12 октября 1926                             | Сантьяго, Чили                              | Боливия                                     | 7:1                                         | -                                           | Чемпионат Южной Америки по футболу 1926     |
| 12                                          | 17 октября 1926                             | Сантьяго, Чили                              | Уругвай                                     | 1:3                                         | -                                           | Чемпионат Южной Америки по футболу 1926     |
| 13                                          | 31 октября 1926                             | Сантьяго, Чили                              | Аргентина                                   | 1:1                                         | -                                           | Чемпионат Южной Америки по футболу 1926     |
| 14                                          | 3 ноября 1926                               | Сантьяго, Чили                              | Парагвай                                    | 5:1                                         | -                                           | Чемпионат Южной Америки по футболу 1926     |
| 15                                          | 16 июля 1930                                | Монтевидео, Уругвай                         | Мексика                                     | 3:0                                         | -                                           | Чемпионат мира 1930                         |

Итого: 15 матчей / 0 голов; 3 победы, 1 ничья, 9 поражений.